# Nikolaï Bestoujev
Pour les articles homonymes, voir Bestoujev.
Nikolaï Bestoujev, né le 13 avril 1791 à Saint-Pétersbourg et mort le 27 mai 1855 à Novoselenginsk, surnommé le « sorcier blanc », est un écrivain, aquarelliste, peintre, inventeur, économiste, historien, physicien, ethnologue et officier de la marine russe.
Déporté décembriste en Sibérie, il est l'auteur d'un vaste Système de l'univers qui inspira Alexander von Humboldt mais disparut comme la plupart des travaux réalisés par les Décembristes.

## Biographie
Né le 13 avril 1791, il est le fils d'Alexander Fedoseyevich Bestoujev, un officier d'artillerie, écrivain, collectionneur de minéraux, de tableaux et de gravures et conseiller du gouvernement. Il est le frère d'Alexandre, de Mikhail, Pyotr et Pavel Bestoujev, tous écrivains, officiers et décembristes.

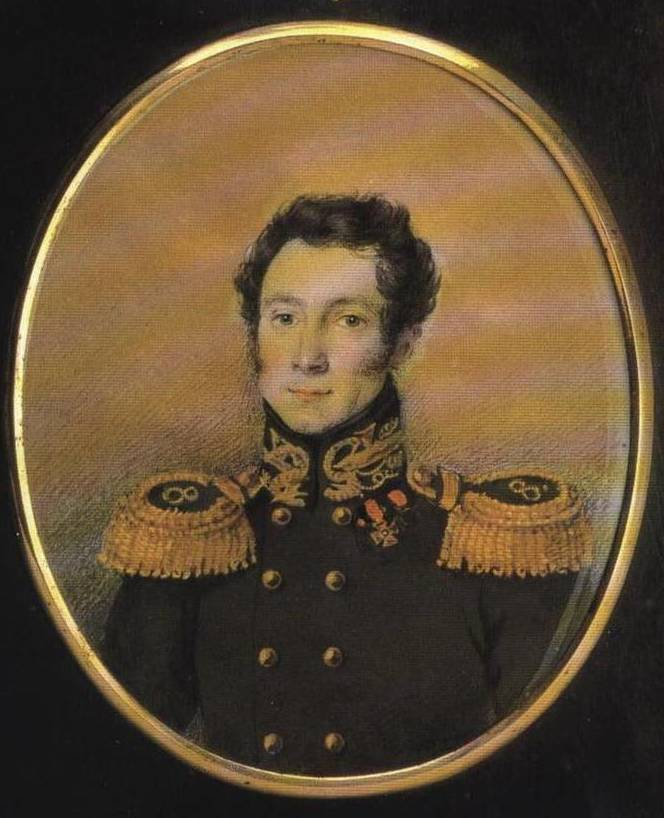
Nikolaï Bestoujev en uniforme de l'armée impériale

Il entre à l'école du Corps des cadets de la Marine en 1802 où il se fait remarquer en géographie et en astronomie. Pendant son séjour, il audite les cours enseignés par Andreï Voronikhine à l'Académie impériale des arts. Il y obtient brillamment son diplôme en 1809 et il doit intégrer en 1810 l'École polytechnique de Paris mais en raison des déclarations belliqueuses de Napoléon envers la Russie, doit renoncer.
Il entre finalement dans la Marine (1810) et devient Lieutenant. En 1815, il participe à des actions navales aux Pays-Bas puis en France en 1817 où il adhère à une loge maçonnique membre de l'Union du Bien public (Soûz Blagodenstviâ), la « Société du Nord », dirigée par Kondrati Ryleïev, une des principales corporations secrètes des décembristes. Il est nommé surintendant adjoint du phare de la mer Baltique à Kronstadt en 1820. Deux ans plus tard, il réorganise le département de lithographie de l'Amirauté, pour lequel il reçoit l'Ordre de Saint-Vladimir et commence en 1822 à écrire une histoire de la flotte russe où il défend ardemment les exploits de Simon Dejnev.
En 1824, il est promu lieutenant-commandant et, peu de temps après, nommé directeur du musée de l'Amirauté, où il est surnommé « La Momie ». Pendant ce temps, il a également contribué aux revues Polar Star (édité par son frère, Alexandre) et Syn otechestva (Le Fils de la Patrie). Il a également servi au comité de censure et, en 1825, est devenu membre de la Société impériale d'encouragement des beaux-arts. Le 30 janvier 1825, il est élu à l'unanimité membre du département de l'Amirauté aux côtés de Gavriil Sarytchev, Vassili Golovnine, Johann Adam von Krusenstern, Fabian Gottlieb von Bellingshausen et Friedrich von Lütke.
À la suite de l'émeute décembriste de la place Saint-Pierre au cours de laquelle il dirige une unité insoumise de l'Équipement naval de la Garde, il entre dans la clandestinité mais est retrouvé et arrêté. Ironie du sort, amoureux platonique de Lioubov Stépova, une mère de trois enfants, il est arrêté le 14 décembre 1825 au lendemain de l'échec de l'insurrection, par le mari de celle-ci. Il est emmené à la forteresse Pierre-et-Paul et, le 10 juillet 1826, est reconnu coupable d'activités subversives et de mutinerie. Il est condamné à la katorga (travaux forcés) à perpétuité.

### La vie en Sibérie

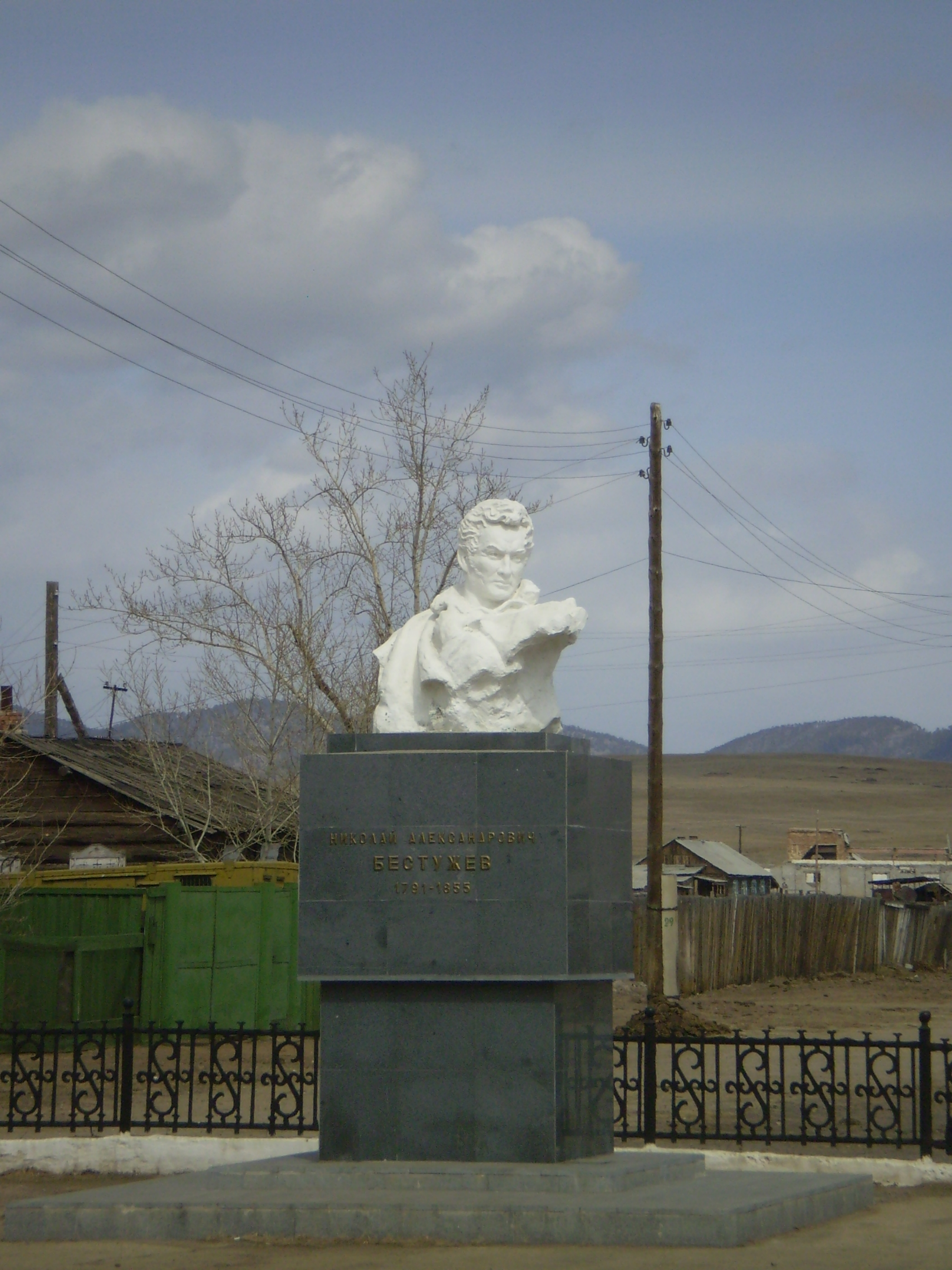
Monument en hommage à Bestoujev à Novoselenginsk

En prison à la forteresse de Shlisselburg, il commence une théorie du magnétisme terrestre. Condamné aux travaux forcés à perpétuité, il est, avec son frère Mikhail, le seul à ne pas bénéficier d'une réduction de peine.
En septembre 1827, ils sont transférés en Sibérie et placés dans une prison spéciale au confluent des rivières Chitinka et Ingoda. Ils arrivent le 13 décembre 1827 à Tchita où Nikolaï commence à donner des cours et à faire des portraits des autres prisonniers. En 1830, son frère et lui sont déplacés de nouveau, dans la ville de Petrovsk-Zabaïkalski. Nikolaï travaille alors à l'invention d'un chronomètre de marine et commence des études sur le climat et le relief de la Transbaïkalie. En 1832, leurs peines sont réduites à quinze ans. Peu de temps après, Nikolaï se marie. Il aura deux enfants dont, l'un, Alexey Startsev (en), deviendra une figure majeure des échanges commerciaux entre la Russie et la Chine. L'année 1839 le trouve, lui et son frère, transféré à Novoselenginsk, où il choisit de rester et où il mourra en 1855. Il établit à partir de cette date des observations systématiques de météorologie. Malgré les conditions difficiles, il peint de nombreux portraits de ses camarades décembristes, des membres de sa famille et des leurs qui les avaient suivis là-bas et des villageois locaux, d'abord à l'aquarelle, puis à l'huile. En 1841, à Irkoutsk, il réalise des portraits de fonctionnaires.
Il a également été engagé comme cordonnier, opérateur de tour et horloger. À ce titre, il développe une conception pour un chronomètre de haute précision basé sur un nouveau système qu'il n'a jamais révélé. Pendant la guerre de Crimée, il invente une serrure à fusil. Il a également fait des observations météorologiques et astronomiques, créé un système d'irrigation, élevé des moutons, trouvé un nouveau gisement de charbon et recueilli des contes folkloriques bouriates. Il devient aussi un spécialiste des Bouriates et, outre les étudier, s'occupe de les instruire et de les soigner.

## Hommages
- En 1973, le dramaturge Semyon Metelitsa écrit un drame sur Nikolaï Bestoujev intitulé Гражданин России (Un citoyen de Russie).
- Le long métrage de 1990, Нет чужой земли (No Foreign Land) est basé sur sa vie en Sibérie. Il a été réalisé par Baras Khalzanov et met en vedette Pyotr Yurchenkov dans le rôle de Bestoujev[4].

## Galerie de portraits peints par Nikolaï Bestoujev

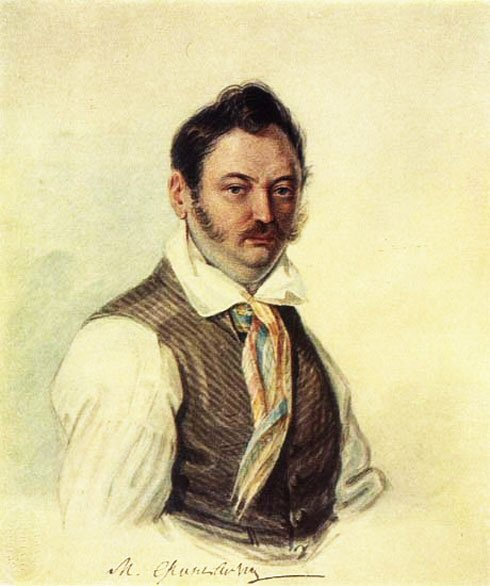
Mikhaïl Fonvizine
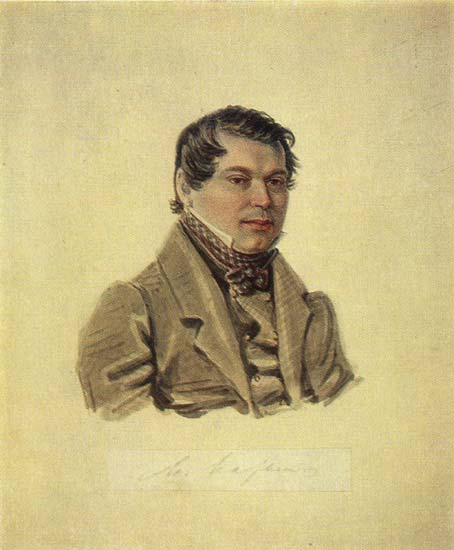
Mikhail Naryshkin
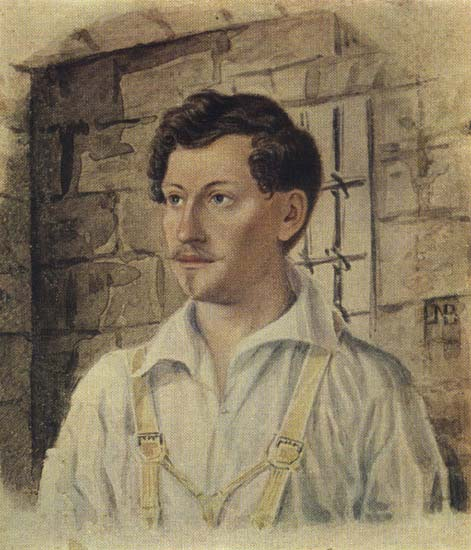
Ivan Annenkov
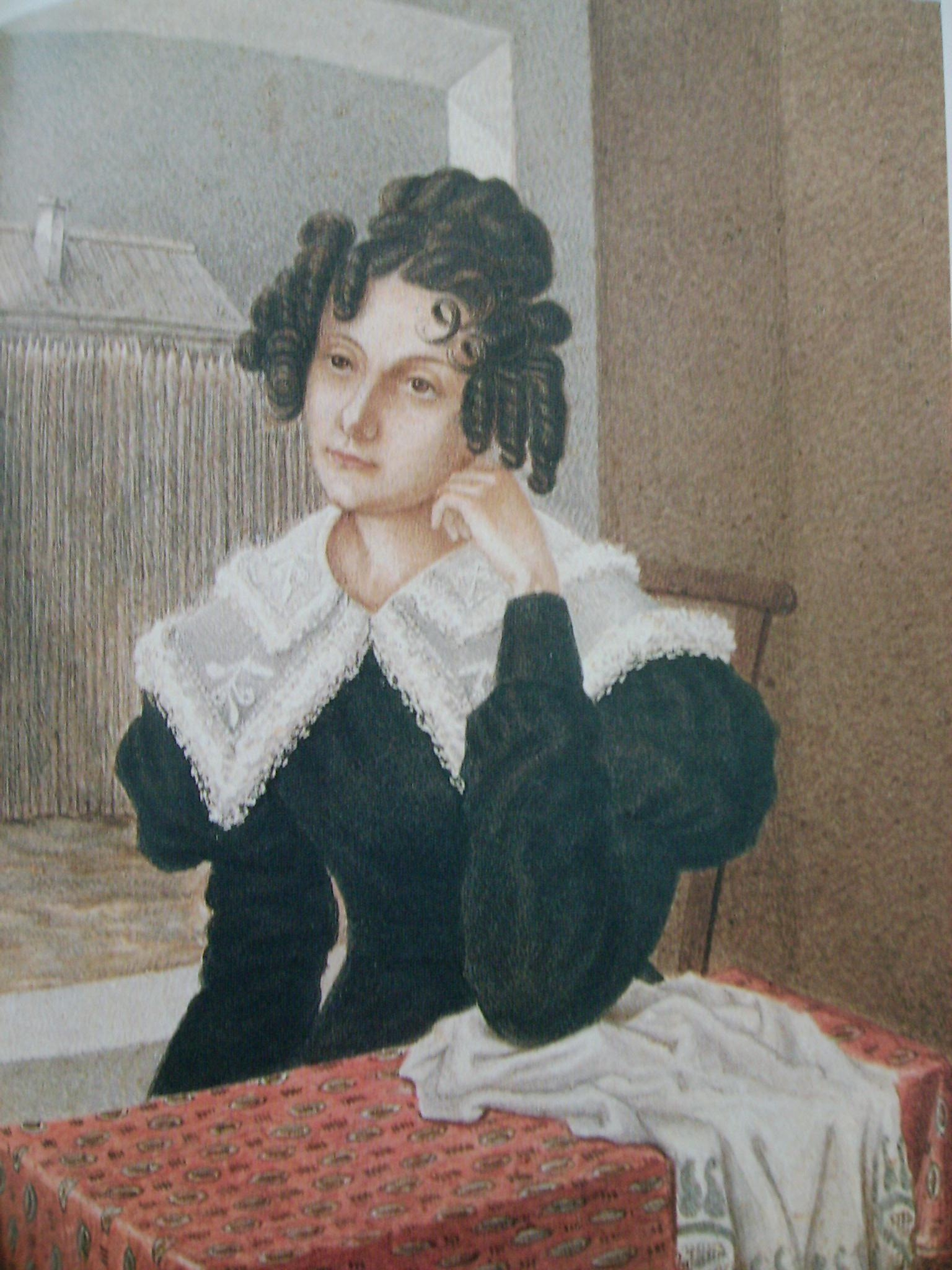
Maria Volkonskaïa
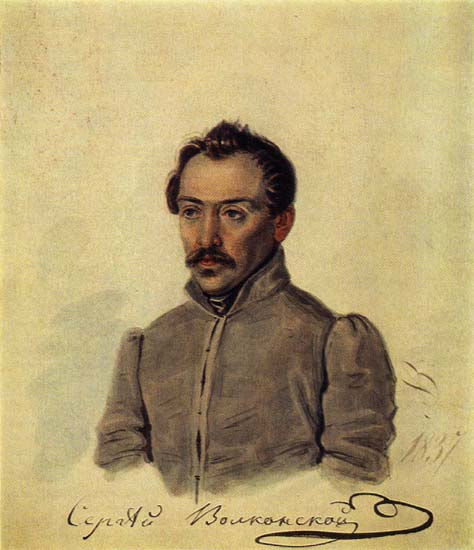
Sergueï Volkonski